# Žilinská ulice (Piešťany)
Žilinská je ulice v Piešťanech. Je součástí silnice I/61, která spojuje Bratislavu s Bytčou. Začíná na křižovatce ulic Teplická, Bratislavská a Staniční a pokračuje směrem na Nové Mesto nad Váhom až po hranici piešťanského katastrálního území. Významná křižovatka je s ulicí Andreje Hlinky u OD Kostka a OD Prior.
Část ulice (od křižovatky s ulicemi Hoštáky a Mojmírová po křižovatku s ulicí Domkárska řada) byla v období od konce srpna do poloviny září 2012 zrekonstruována.